# Rébellion d'Henri de Lancastre
La rébellion d'Henri de Lancastre en 1328-1329 est une série de troubles qui éclatent en Angleterre, provoqués par le comte Henri de Lancastre. Ce dernier souhaite renverser la reine Isabelle de France et son amant Roger Mortimer, tous deux régents du royaume pendant la minorité d'Édouard III. Au centre des griefs de Lancastre se trouvent la position privilégiée de Mortimer ainsi que la gestion impopulaire des tensions diplomatiques. Après plusieurs mois d'incertitude, le roi et Mortimer partent en campagne contre Lancastre, qui est contraint de se soumettre.

## Contexte
Le roi d'Angleterre Édouard II s'est aliéné depuis 1322 les principaux prélats et barons d'Angleterre par les faveurs innombrables qu'il accorde à son favori Hugues le Despenser. Son épouse Isabelle de France, humiliée à maintes reprises par Despenser, saisit l'occasion de mener une ambassade en France en 1325 pour fuir le régime tyrannique d'Édouard. La reine fait connaissance à Paris du baron Roger Mortimer, fugitif depuis 1323. Isabelle et Mortimer entament rapidement une relation adultérine et rassemblent des soutiens pour mener à bien leur complot contre le roi d'Angleterre et son favori. En septembre 1326, la reine Isabelle débarque en Angleterre, accompagnée de plusieurs barons anglais exilés. La campagne militaire qui suit se conclut par l'effondrement des partisans du roi et sa capture. Despenser est promptement exécuté et le roi destitué par le Parlement en faveur de son fils aîné Édouard. Ce dernier est couronné roi le 1er février 1327 sous le nom d'Édouard III. Le nouveau roi est alors âgé de seulement 14 ans et est placé sous la tutelle d'un conseil de régence présidé par Henri de Lancastre, cousin d'Édouard II et puissant baron du nord de l'Angleterre.
La déposition d'Édouard II ne met pas fin à tous les problèmes politiques de l'Angleterre. Lancastre ne tarde pas à se quereller avec la reine Isabelle et son amant Mortimer. Dès le mois d'avril 1327, la garde de l'ancien Édouard II, confiée à Lancastre, est transférée à de solides partisans de Roger Mortimer. Le roi déchu meurt au mois de septembre suivant dans de mystérieuses circonstances au château de Berkeley, sans doute assassiné sur ordre de Mortimer pour mettre fin aux complots visant à le faire évader de prison. Lancastre se sent par ailleurs progressivement isolé dans le conseil royal où la reine-mère place beaucoup de ses partisans. Les relations entre Lancastre et Isabelle se dégradent sérieusement au début de l'année 1328 pour plusieurs raisons : l'héritage du comté de Lincoln, revendiqué en droit par Henri de Lancastre, a été divisé entre la reine et Mortimer. Une autre raison du mécontentement de Lancastre est la conclusion du traité d'Édimbourg-Northampton avec l'Écosse, qui met définitivement fin aux combats engagés depuis 1296 mais prive de nombreux seigneurs écossais réfugiés en Angleterre de leurs terres natales, confisquées depuis par le roi Robert Ier. Lancastre fait remarquer au conseil que le traité a été mis en vigueur sans l'accord du roi ou du peuple. Le duel entre Lancastre et Mortimer se reflète dans l'élection de l'archevêque de Canterbury en décembre 1327 : Simon Mepeham, soutenu par Lancastre, est élu face au candidat d'Isabelle et Mortimer.

## Déroulement

### Le Parlement de Salisbury
À l'été 1328, Lancastre, accompagné de son gendre Thomas Wake et des comtes de Kent et de Norfolk, ne se présente pas à la session du Parlement, qui doit discuter de l'envoi de troupes en Gascogne. Il s'absente également du conseil royal tenu à York. Le 7 septembre 1328, Lancastre, à la tête de son armée, arrive à la cour, installée alors dans l'abbaye de Barlings. Lorsque Isabelle et Mortimer refusent d'écouter ses plaintes, le comte menace de les attaquer. Par conséquent, Édouard III appelle Lancastre à assister à la réunion du Parlement à Salisbury. Le 16 septembre, la reine-mère et son favori, afin d'éviter des émeutes, interdisent toute réunion et écartent les shérifs qui leur semblent peu fiables. Mortimer, craignant une nouvelle guerre civile, commence à mobiliser les habitants des Marches, où se trouvent ses principaux soutiens. Les partisans de Lancastre sont eux nombreux à Londres, surtout depuis que le maire élu en octobre 1327, Hamo de Chigwell, est un de ses alliés. À la mairie de Londres, les alliés de Lancastre, Thomas Wake et l'évêque de Worcester Jean de Stratford, exposent ses revendications. Plusieurs demandes sont exprimées : la levée d'impôts suffisants pour lutter contre les ennemis du royaume, le retour à la couronne des nombreux fiefs saisis par Isabelle depuis 1326, la réduction des coûts pour l'entretien de la maison royale et de celle de la reine-mère, l'éviction de la cour de Mortimer et une enquête sur les causes de la défaite anglaise lors de la bataille de Stanhope Park en août 1327. Les citoyens londoniens réclament la convocation du Parlement non pas à Salisbury, mais à Westminster,.
À la fin du mois de septembre 1328, Lancastre essaie de capturer le roi, qui voyage à travers le Northamptonshire. Cependant, Édouard a été averti à temps et a ainsi pu modifier son itinéraire. Au début du mois d'octobre, à Gloucester, la reine Isabelle est informée des réclamations des Londoniens et proclame Lancastre ennemi du royaume. Édouard III envoie Oliver Ingham et Bartholomew de Burghersh à Londres afin de demander à Hamo de Chigwell de répondre de ses actes. En chemin vers Salisbury pour assister à l'ouverture du Parlement, Lancastre reçoit à Waltham Cross un message l'informant du meurtre de Robert de Holland, ancien ami de son frère aîné Thomas qu'il avait trahi à la bataille de Boroughbridge en 1322. Holland a été tué par des rivaux du Lancashire. Immédiatement, Lancastre accorde sa protection à ses meurtriers.
Pour des raisons de sécurité, Édouard III n'est pas présent à la session d'ouverture du Parlement le 16 octobre. Lancastre n'assiste pas à la cérémonie mais est remplacé par Jean de Stratford, qui explique l'absence du comte par le fait que ce dernier ne fait pas confiance à Mortimer. Après que Mortimer ait juré sur la croix de ne faire aucun mal à Lancastre, le comte reçoit une convocation au Parlement accompagnée d'une garantie de sécurité signée par le roi. Cependant, à peine Lancastre est-il arrivé à Salisbury qu'il renouvelle les demandes faites par ses partisans londoniens et requiert également la présence de ses propres chevaliers pour assurer sa protection au Parlement. En réponse aux demandes de Lancastre, Édouard III concède que le Trésor est vide et qu'il ne peut donc vivre à ses propres frais. Par ailleurs, le roi précise que les fiefs détenus par la reine-mère le concerne lui seul. Entretemps, la gestion du Trésor a été retirée à Lancastre depuis qu'il s'est absenté des séances du conseil royal et le comte ne peut que se blâmer lui-même. Le roi assure le comte qu'il est prêt à lui garantir une lettre de protection pour pénétrer au Parlement, à condition que Lancastre puisse prouver que ses demandes sont basées sur les dispositions de la Magna Carta. Toutefois, Lancastre refuse d'assister à la session parlementaire.

### Négociations à Londres
L'élévation de Mortimer au rang de comte de March ne fait qu'aggraver la situation, déjà fragile. Lancastre déplace ses troupes vers Winchester, afin de bloquer la route entre Londres et Salisbury. Cependant, ayant pris conscience du risque d'être proclamé traître, le comte ordonne à son armée de quitter Winchester le 3 novembre. Dans une lettre adressée à John de Grantham, nouveau maire de Londres, Lancastre prétend que la réunion du Parlement a été interrompue avant même qu'il ne puisse atteindre Salisbury et qu'il n'est désormais plus en mesure de remplir ses fonctions de tuteur du roi. Lorsque la cour retourne finalement à Londres à la fin du mois de novembre 1328, Lancastre tente par deux fois de parvenir à un accord avec la reine Isabelle mais celle-ci refuse et lui ordonne de se rendre car il a fait affront à l'autorité royale.
En décembre, les comtes de Kent et de Norfolk envoient des messages aux barons et prélats du royaume. Sous prétexte que le roi a violé la Charte des libertés ainsi que son serment de couronnement, ils convoquent la noblesse à une réunion à la cathédrale Saint-Paul pour discuter de la situation. Certains répondent à l'appel des deux comtes et le 19 décembre, les seigneurs rassemblés à la cathdérale commencent à chercher une issue à la situation explosive. De son côté, le roi, qui se trouve alors à Gloucester, écrit sur les conseils de sa mère une lettre aux autorités de la capitale dans laquelle il leur demande de l'appuyer dans sa lutte contre les ennemis de la couronne. Parallèlement, il ordonne la mobilisation de ses troupes à Gloucester. La lettre du roi est lue à la mairie de Londres le 21 décembre. Les citoyens, parmi lesquels se trouvent des partisans du roi et du comte de Lancastre, sont appelés à résoudre pacifiquement les tensions. La lettre écrite le 23 décembre par l'archevêque de Canterbury, allié de Lancastre, qui menace d'excommunication la reine Isabelle et Mortimer s'ils osent violer la paix, précipite le déclenchement des hostilités. 

### Campagne militaire et capitulation de Lancastre
Édouard III et Mortimer mènent leur armée vers Warwick, sur les terres appartenant à Lancastre, provoquant officiellement le début des combats. Au même moment, Édouard promet une amnistie à tous ceux qui le rejoindraient avant qu'il n'atteigne Leicester. Le 1er janvier 1329, le roi atteint le château de Kenilworth, bastion du comte de Lancastre. La garnison de Kenilworth ne laisse pas pénétrer le roi en son sein. Après avoir traversé Coventry, Mortimer et le roi se séparent. Mortimer part ravager les terres de Lancastre et s'empare de Leicester. Il est peu après rejoint par Édouard et la reine Isabelle. Le 12 janvier, l'armée royale entre à Bedford.
Lancastre a réuni le 1er janvier à Londres ses partisans, environ 600 hommes, et part vers le nord, espérant affronter Mortimer et soustraire à son autorité le roi. La prise de Leicester par Mortimer décourage néanmoins la plupart des alliés de Lancastre, dont les comtes de Kent et de Norfolk. Henri de Lancastre, sentant sa cause désespérée, se jette à la merci du roi à Bedford et doit jurer sur les Évangiles qu'il ne se rebellera plus jamais contre le roi, la reine ou leurs conseillers. Une pétition écrite par l'archevêque Mepeham sauve la vie du comte et lui épargne l'emprisonnement. Lancastre est contraint de payer une colossale amende de 11,000 £, égale à la moitié des revenus de ses terres, ce qui neutralise son pouvoir. Il est de plus privé de tous ses postes officiels et affecté à des postes diplomatiques en France pour être éloigné du pouvoir. La reine Isabelle pardonne à ceux qui ont rejoint Lancastre, bien que certains s'enfuient vers la France.

## Conséquences
Malgré l'échec du comte de Lancastre, le mécontentement envers les régents continue à enfler. Le comte de Kent, demi-frère d'Édouard II, prend part lui aussi à un complot contre Isabelle et Mortimer en mars 1330, visant prétendument à restaurer Édouard II sur le trône, que la rumeur dit toujours vivant. Il est arrêté sur ordre de Mortimer et exécuté avant que le jeune Édouard III ne puisse intervenir pour gracier son oncle. Cette sentence résonne comme un avertissement à tous ceux qui voudraient s'élever contre le régime, mais désormais, Isabelle et Mortimer se sont aliéné ceux qui les avaient regardés comme des libérateurs en 1326. Il semblerait qu'à ce moment-là le comte de Lancastre, aveugle et retiré de la cour, ait secrètement comploté avec le roi la chute des régents : les deux amants sont devenus en effet dangereusement incontrôlables aux yeux de tous. Le 19 octobre 1330, le roi et les troupes de Lancastre investissent le château de Nottingham, où sont réfugiés Isabelle et Mortimer. Arrêté, Mortimer est pendu au gibet de Tyburn le 29 novembre. La reine-mère est quant à elle internée au château de Castle Rising. À 18 ans, Édouard III commence véritablement son règne. Il s'empresse d'accorder des pardons aux victimes de Mortimer, dont la famille du comte de Kent, et fait annuler la sentence prononcée contre Lancastre pour sa rébellion en 1329.